# 三星冬夜蛾
三星冬夜蛾（学名：Eupsilia tripunctata）为夜蛾科冬夜蛾屬下的一个种。